# Neocteniza pococki
Neocteniza pococki là một loài nhện trong họ Idiopidae.
Loài này thuộc chi Neocteniza. Neocteniza pococki được Norman I miêu tả năm 1976. Platnick & Shadab.